# Nāndgaon
Nāndgaon är en ort i Indien.   Den ligger i distriktet Nashik och delstaten Maharashtra, i den centrala delen av landet, 1 000 km söder om huvudstaden New Delhi. Nāndgaon ligger 480 meter över havet och antalet invånare är 24 209.
Terrängen runt Nāndgaon är platt. Runt Nāndgaon är det ganska tätbefolkat, med 192 invånare per kvadratkilometer. Det finns inga andra samhällen i närheten. Trakten runt Nāndgaon består till största delen av jordbruksmark.